# Sericoptera mexicaria
Sericoptera mexicaria là một loài bướm đêm trong họ Geometridae.